# Pepsi

Pepsi-logo 1940

Pepsi-logo 2008

Pepsi is een koolzuurhoudende frisdrank die door PepsiCo wordt vervaardigd. Het is de belangrijkste concurrent van Coca-Cola in de frisdrankenmarkt. Een eerder gebruikte merknaam en een eerdere naam van het bedrijf was Pepsi-Cola, en vaak wordt Pepsi nog zo genoemd, maar anno 2021 noemt het bedrijf gewone Pepsi niet meer zo, hoogstens Pepsi cola (met cola als soortnaam).

## Geschiedenis
Pepsi-Cola werd omstreeks 1890 in New Bern (North Carolina) ontwikkeld door apotheker Caleb Bradham en werd oorspronkelijk „Brad Drink“ genoemd, naar de achternaam van de maker. Het werd gemaakt van sprankelend water, suiker, vanille, zeldzame oliën, pepsine en kolanoten. Aangezien Pepsi aanvankelijk bedoeld was om maagpijnen te genezen, noemde Bradham het drankje Pepsi, afgeleid van de aandoening dyspepsie. De naam werd een handelsmerk op 16 juni 1903.
Caleb Bradham had net als veel andere apothekers rond 1900 een sodamachine in zijn apotheek, waar hij zijn klanten de dranken liet proeven die hij zelf creëerde. Dit is dan ook de plaats waar Pepsi voor het eerst werd geschonken.
Na zeventien jaar succes gaf Caleb Bradham er de brui aan. Hij geloofde dat de suikerprijzen zouden stijgen en gokte op de goederenmarkt. Prijzen van de suiker daalden echter en Pepsi-Cola ging failliet in 1923. In 1931 werd het bedrijf aangekocht door de firma Loft Candy Company. De directeur van dat bedrijf, Charles G. Guth, stelde later de populaire frisdrank opnieuw samen.
Pepsi bereikte succes door zijn drank in hergebruikte bierflessen te verkopen, waardoor het bedrijf grotere flessen kon verkopen tegen lagere kosten dan Coca-Cola. Pepsi werd zo als frisdrank van de lagere klasse gezien.
In 1940 schreef Pepsi geschiedenis door de eerste nationale reclamejingle uit te zenden. De jingle, getiteld "Nickel Nickel", was een reclame voor Pepsi-Cola, verwijzend naar de lage prijs. De reclamecampagne was een groot succes en werd uitgezonden in 55 talen.
In de jaren vijftig gooide Pepsi alles in de strijd in een poging zijn imago te verbeteren. Het bedrijf kocht vele televisieadvertenties en begon met zijn lange traditie van het inhuren van beroemdheden om zijn product aan te prijzen. Pepsi groeide en werd een geduchte rivaal van Coca-Cola, maar lag nog steeds op de tweede plaats.
In het begin van de jaren tachtig begon Pepsi een reeks reclames waarin het zijn product met dat van Coca-Cola vergeleek en "aantoonde" dat de mensen hun product boven dat van de concurrent verkozen. In deze reclamespots moesten geblinddoekte mensen twee glazen cola drinken, waarbij zij steevast kozen voor Pepsi Cola. Deze campagne kwam bekend te staan als de "Pepsitest". Coca-Cola had op dat ogenblik te kampen met een daling van de verkoop en maakte een fout door zijn formule te wijzigen. Tijdens deze periode was een grote concurrentie tussen de twee bedrijven. Deze concurrentiestrijd is in de marketingwereld bekend komen te staan als de "Cola-oorlog". In 1984 maakte Pepsi een reclamespotje met Michael Jackson. In het spotje zingt hij op de melodie van Billie Jean een speciaal voor Pepsi geschreven tekst. In 1987 maakte Pepsi een nieuwe spot met Michael Jackson met een speciaal geschreven tekst van Bad. In 1992 deed Michael Jackson voor de laatste keer een reclamespot voor Pepsi met een speciaal geschreven tekst van I'll Be There.
In de jaren negentig richtte Pepsi zich steeds meer op de jeugd, niet in de minste plaats met zijn reclamecampagne GeneratioNEXT. In internationale reclamecampagnes maakten onder meer David Beckham en popsterren als Britney Spears, 5ive, de Spice Girls, S Club 7, Jennifer Lopez en Beyoncé reclame voor het drankje.
In 2004 lag het Amerikaanse marktaandeel van Pepsi op 31,7%, terwijl dat van Coca-Cola 43,1% was.
Voor de Nederlandse markt wordt Pepsi sinds 1950 in licentie geproduceerd door Vrumona. Net zoals Coca-Cola wordt de smaak van Pepsi-Cola aangepast aan het gebied waar het verkocht wordt.

## Ingrediënten
Pepsi (reguliere versie) is gemaakt van:
- koolzuurhoudend water
- fructosestroop
- karamel als kleurstof
- suiker
- fosforzuur
- cafeïne
- citroenzuur
- natuurlijke smaakstoffen (niet nader gespecificeerd)

De originele Pepsi-Cola formule was beschikbaar in gerechtelijke documenten in de tijd dat The Pepsi-Cola Company failliet ging in 1929. De originele formule bevatte geen coca of cafeïne.
Cola krijgt zijn donkerbruine kleur door de toevoeging van de kleurstof E150d, gemaakt van karamel. Bij de productie van deze kleurstof, waarbij sulfieten en ammoniak worden gebruikt, komt 4-methylimidazool (4-MEI) vrij. Dit is een van de stoffen die ontstaan bij het bakken of roosteren van voedsel. Volgens Amerikaans onderzoek is het bij muizen en ratten kankerverwekkend.

Om de hoeveelheid binnen te krijgen waarvan de knaagdieren ziek werden, zou men volgens de Amerikaanse keuringsdienst FDA dagelijks minstens duizend blikjes cola moeten drinken. De Amerikaanse staat Californië heeft desondanks de fabrikanten van cola verplicht een gezondheidswaarschuwing op de blikjes te zetten. Om dat te voorkomen heeft Pepsi in 2012 zijn Amerikaanse fabrikanten gevraagd de hoeveelheid 4-MEI te verlagen. Ook concurrent Coca-Cola heeft dat gedaan.